# ATP de Marraquexe
O ATP de Marraquexe – ou Grand Prix Hassan II – é um torneio de tênis masculino, na categoria ATP 250, disputado nas quadras de saibro de Marraquexe, no Marrocos. Estreou em 2016, em substituição ao ATP de Casablanca.

## Finais

### Simples
| Ano                                                                | Campeão                 | Vice-campeão            | Resultado      |
| ------------------------------------------------------------------ | ----------------------- | ----------------------- | -------------- |
| 2024                                                               | Matteo Berrettini       | Roberto Carballés Baena | 7–5, 6–2       |
| 2023                                                               | Roberto Carballés Baena | Alexandre Müller        | 4–6, 7–63, 6–2 |
| 2022                                                               | David Goffin            | Alex Molčan             | 3–6, 6–3, 6–3  |
| Torneio não realizado em 2021 e 2020 devido à pandemia de COVID-19 |                         |                         |                |
| 2019                                                               | Benoît Paire            | Pablo Andújar           | 6–2, 6–3       |
| 2018                                                               | Pablo Andújar           | Kyle Edmund             | 6–2, 6–2       |
| 2017                                                               | Borna Ćorić             | Philipp Kohlschreiber   | 5–7, 7–63, 7–5 |
| 2016                                                               | Federico Delbonis       | Borna Ćorić             | 6–2, 6–4       |

### Duplas
| Ano                                                                | Campeões                           | Vice-campeões                       | Resultado         |
| ------------------------------------------------------------------ | ---------------------------------- | ----------------------------------- | ----------------- |
| 2024                                                               | Harri Heliövaara Henry Patten      | Alexander Erler Lucas Miedler       | 3–6, 6–4, [10–4]  |
| 2023                                                               | Marcelo Demoliner Andrea Vavassori | Alexander Erler Lucas Miedler       | 6–4, 3–6, [12–10] |
| 2022                                                               | Rafael Matos David Vega Hernández  | Andrea Vavassori Jan Zieliński      | 6–1, 7–5          |
| Torneio não realizado em 2021 e 2020 devido à pandemia de COVID-19 |                                    |                                     |                   |
| 2019                                                               | Jürgen Melzer Franko Škugor        | Matwé Middelkoop Frederik Nielsen   | 6–4, 7–66         |
| 2018                                                               | Nikola Mektić Alexander Peya       | Benoît Paire Édouard Roger-Vasselin | 7–5, 3–6, [10–7]  |
| 2017                                                               | Dominic Inglot Mate Pavić          | Marcel Granollers Marc López        | 6–4, 2–6, [11–9]  |
| 2016                                                               | Guillermo Durán Máximo González    | Marin Draganja Aisam-ul-Haq Qureshi | 6–2, 3–6, [10–6]  |